# Památník Budyšín
Památník Budyšín (německy Gedenkstätte Bautzen, hornolužickosrbsky Wopomnišćo Budyšin) je pietní místo věnované obětem dvou věznic Bautzen I a Bautzen II. Od roku 1994 se nachází v budově bývalé zvláštní věznice Bautzen II („Věznice Stasi“) v budyšínské městské části Nordostring. Památník je pracovištěm Nadace saských památných míst pro připomínání obětí politické tyranie. V obou budovách postavených v letech 1904–1906 byli v období nacionálního socialismu vězněni političtí odpůrci z řad sociálních demokratů a komunistů, Židé, svědkové Jehovovi a homosexuální muži. Součástí vězeňského areálu je objekt Bautzen I, přezdívaný kvůli slínkovým cihlám „Žlutá bída“, v němž a v jehož blízkosti se nacházel Zvláštní tábor č. 4 Sovětské okupační správy. Od roku 1990 v této budově sídlí Justiční věznice. Druhou historickou budovou areálu je o něco menší objekt Bautzen II, přezdívaný mj. „Stasi-Knast“, v němž byla v letech 1956–1989 věznice se zvláštní ostrahou pod kontrolou Ministerstva státní bezpečnosti (Stasi). Od roku 1994 se v budově Bautzen II nachází Památník Budyšín, sídlí tu také kancelář Nadace saských památných míst pro připomínání obětí politické tyranie.

## Historie

### Bautzen Ia Bautzen II vobdobí nacionálního socialismu (1933–1945)

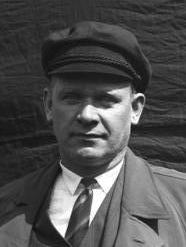
Ernst Thälmann
(1886–1944) byl od roku 1925 předsedou KPD. Jako zastánce stalinistické linie vyloučil ze strany své ideové odpůrce. Nacisté ho zatkli v březnu 1933 a obvinili jej z velezrady. Na Hitlerův pokyn byl proces zastaven. Thälmann byl vězněn v Berlíně, Hannoveru a v letech 1943–1944 ve věznici Bautzen I. Přístup k němu měli pouze vybraní dozorci a ředitel věznice. Ernst Thälmann byl v období NDR považován za symbol antifašismu.

Bautzen I a Bautzen II byly součástí nacistického represivního aparátu jako „normální“ běžné věznice. Věznice Bautzen I, postavená v roce 1904, a soudní věznice Bautzen II, dokončená v roce 1906, byly ve „Třetí říši“ administrativně sloučeny nejprve jako „Státní věznice Bautzen“ s „Pobočnou věznicí Bautzen II“ a později jako „Trestní, vazební věznice a věznice pro mladistvé“. S celkovým počtem 1550 vězeňských míst patřila věznice k pěti největším v Německé říši. Bautzen I sloužil k výkonu trestu odnětí svobody v drážďanském soudním okrese a k zadržování mladistvých. V menší věznici Bautzen II bylo umístěno 200 vězňů. Sloužila jako vazební věznice, pro výkon krátkodobých trestů odnětí svobody a pro ochrannou vazbu. Nacistická justice se v roce 1933 okamžitě dala do služeb režimu. Neměla problém spolupracovat s brutálními hrdlořezy z SA a poskytovat jim vězeňské cely pro tzv. vězně určené pro 'ochrannou vazbu'. V objektu Bautzen II vyslýchali příslušníci SA vězně, kteří často pocházeli z provizorního budyšínského ‚tábora ochranné vazby‘ zvaného Kupferhammer v ulici Talstraße. Soudní úředníci do toho nezasahovali: jedinou jejich starostí v souvislosti s bitím a hlasitým křikem byla pověst věznice. Nacistický režim se soustředil na kázeň a pořádek v trestním systému. Zločinnost byla považována za nemoc přirozeně „zdravého národního těla“. Ředitel věznice Rudolf Plischke, který byl do Budyšína jmenován v dubnu 1933 a měl doktorát z práv, si tyto názory rychle osvojil. Před rokem 1933 byl přesvědčeným zastáncem humánního a moderního trestního systému. Nyní vedl věznice vzorně a politicky spolehlivě až do konce nacistické diktatury. Kvůli četným zvláštním zákonům byli do budyšínských věznic posíláni Židé, svědkové Jehovovi a homosexuální muži. Drobní zločinci byli považováni za méněcenné „asociály“. Ti, kteří byli vícekrát odsouzeni, byli umístěni do trvalé preventivní vazby jako nebezpeční recidivisté. Byli to především vězni klasifikovaní jako nepřátelé společnosti, kteří pocítili plnou brutalitu nacionálněsocialistického trestního systému. V průběhu druhé světové války měl k německému vítězství přispět i vězeňský systém: snižoval se personál, příděly a materiál pro věznice, rostl počet vězňů. Přeplněnost, hlad, zanedbávání, nemoci a smrt stále více charakterizovaly každodenní život ve věznicích, jako byly Bautzen I a II. Mezi nejznámější vězně z období nacionálního socialismu patří předseda KPD Ernst Thälmann, spisovatel Ludwig Renn (Bautzen I) a v roce 1943 Julius Fučík (Bautzen II).

### Speciální tábor č. 4 (1945–1956)

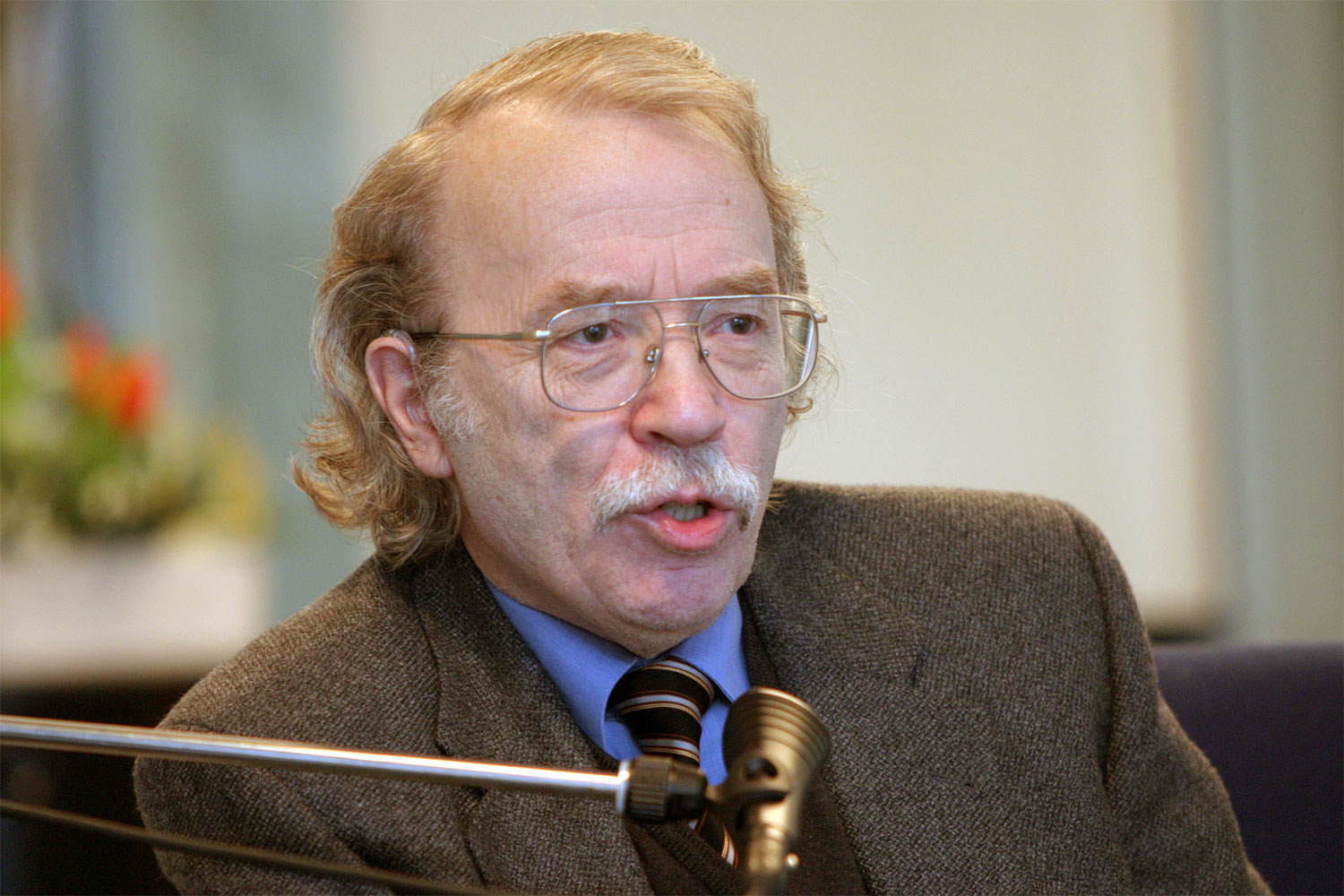
Walter Kempowski (1929–2007) byl aktivním členem LDP. V roce 1948 byl zatčen MVD (dříve NKVD) za to, že shromažďoval důkazy, že Sovětský svaz ze země odváží více demontovaných strojů, než bylo dohodnuto v rámci reparací. Dokumenty předal americké tajné službě. Za „špionáž“ byl v letech 1948–1956 vězněn ve Speciálním táboře č. 4. Stejný 25letý trest dostal i jeho bratr Robert, jejich matka byla za to, že věc neoznámila, odsouzena k deseti letům nucených prací. Po propuštění Kempowski odešel do Hamburku, vystudoval pedagogiku a poté působil jako učitel a spisovatel.

Dějiny Speciálního tábora v Budyšíně patří do historického kontextu druhé světové války, v níž Německo okupovalo Evropu, což mělo za následek jeho obsazení vítěznými mocnostmi. To bylo také příčinou vzniku sovětských speciálních táborů na německé půdě, jako byl Speciální tábor č. 4 v Budyšíně. Tábor na kraji města vznikl v květnu 1945 v sousedství objektu Bautzen I a sloužil nejprve k izolaci domnělých i skutečných nacistů. Ve věznici Bautzen II probíhaly výslechy vězňů, které prováděli zaměstnanci sovětských tajných služeb. V letech 1945–1956 bylo v táboře internováno více než 27 000 vězňů, nejméně 3000 z nich zde zahynulo v nelidských podmínkách. Důvodem k věznění záhy nebyla jen nacistická minulost zatčeného, ale také jakýkoliv rozsudek, který ve vznikající diktatuře vynesla Sovětská okupační správa. Mnozí političtí odpůrci z právě rozpuštěných demokratických stran byli sovětskými vojenskými tribunály odsouzeni k dlouholetým trestům. Po založení NDR v roce 1949 byly speciální tábory v únoru 1950 zrušeny a většina vězňů byla propuštěna. Rozsudky sovětských tribunálů však zůstaly nadále v platnosti a vězeňská správa, která je převzala, odsouzené pod dohledem Lidové policie věznila přinejmenším do roku 1956.

### Věznice Stasi Bautzen II (1956–1989)

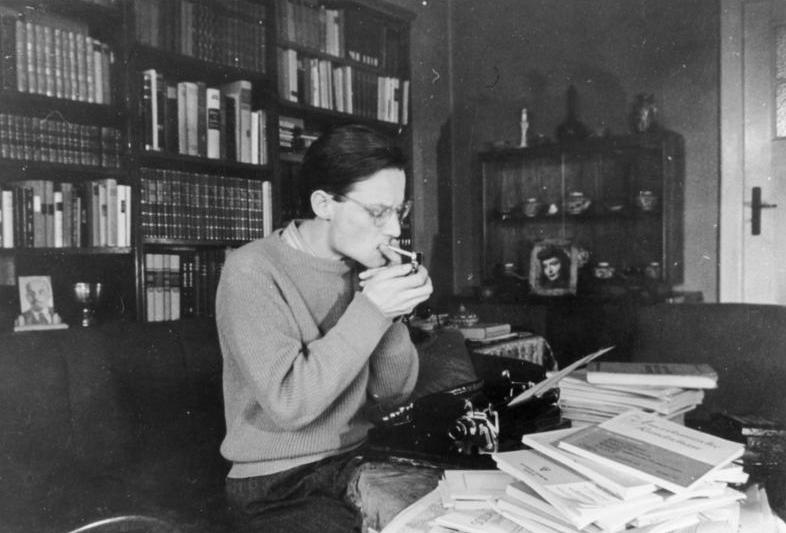
Wolfgang Harich (1923–1995) byl marxistický filosof, novinář, jeden z nejvýznamnějších a nejkontroverznějších levicových intelektuálů NDR. Po potlačení Maďarského povstání se pokusil se svou „skupinou“ formou „kontrarevolučního spiknutí“ prosadit reformu a odstranit Waltera Ulbrichta. V letech 1957–1964 byl vězněn v objektu Bautzen II. Až do roku 1963 zde nesměl číst žádnou knihu. Od socialismu, ani od samotné NDR se nikdy nedistancoval, po odchodu do invalidního důchodu žil v izolaci od oficiálního akademického i politického života.

Budyšín se svými dvěma věznicemi se stal symbolem politického pronásledování a věznění také v období NDR. „Věznice Stasi Bautzen II“, „Mielkeho soukromá věznice“, „Zvláštní věznice“ a mnoho dalších označení se vžilo pro objekt Bautzen II. Historické pozadí těchto pojmenování souvisí s tím, že Budyšín byl před rokem 1989 jak ve východním, tak v západním Německu bezprostředně spojován s tímto vězeňským zařízením. Oficiálně byla věznice Bautzen II, stejně jako všechny ostatní věznice v NDR, zařízením státní správy, které se nacházelo na území NDR a které bylo institucí ministerstva vnitra. V tomto vězení Ministerstva pro státní bezpečnost (Stasi) však všichni vězni nosili modré uniformy, protože Bautzen II nepatřil mezi běžné vazební věznice. Po roce 1989 bývalí vězni popisovali mučení a psychické týrání. Ačkoliv byl tedy objekt Bautzen II oficiálně vězeňským zařízením NDR, ztělesňuje spíše pronikání Státní bezpečnosti do všech oblastí společenského života. Pod pláštíkem údajně ústavního trestního systému kontrolovala Stasi celou věznici, organizovala věznění, výslechy a manipulaci se svými politickými odpůrci či oponenty. Historie věznice Stasi začíná u zvláštních vězňů, kteří byli do objektu Bautzen II přivezeni v srpnu 1956. Od této chvíle také Stasi prováděla výslechy v průběhu přípravného řízení. To znamenalo, že od zatčení až po vyšetřování ve vyšetřovací vazbě, odsouzení a následný výkon trestu odnětí svobody probíhalo vše podle směrnic Stasi. Státní bezpečnost rovněž rozhodovala o tom, kdy a kde vězně propustit a pokračovala v jejich sledování mimo věznici. Bautzen II byl tudíž nedílnou součástí represivního systému NDR.

### Památník Budyšín (1994–současnost)
V roce 1992 byla věznice Bautzen II uzavřena kvůli svému zvláštnímu významu jako místo politického věznění. Ke zřízení památníku přispěla především iniciativa a vytrvalost bývalých budyšínských vězňů, kteří v roce 1990 založili spolek Bautzen-Komitee e. V. Po návštěvě místa podala 12. července 1991 parlamentní skupina CDU v Saském zemském sněmu návrh na „zřízení památníku obětem komunismu a socialismu v budyšínské věznici“. Památník, který měl být zřízen v bývalé zvláštní věznici Ministerstva pro státní bezpečnost Bautzen II, měl „sloužit jako pietní místo a zároveň jako muzeum a místo setkávání“. Dne 16. července 1993 požádal Saský zemský sněm na žádost parlamentní skupiny Svaz 90/Zelení saskou vládu, aby nadále podporovala zřízení „Památníku obětem komunistické a socialistické diktatury a politické spravedlnosti v bývalé zvláštní věznici Ministerstva pro státní bezpečnost „Bautzen II“. Její charakter a stav měly být v rámci možností zachovány.
Po založení Památníku v únoru 1994 převzala odpovědnost za další rozvoj a rozšíření památníku Nadace saských památných míst pro připomínání obětí politické tyranie. Koncepci vypracovanou jejím jménem, která nyní výslovně zahrnovala jako úkol připomínání bezpráví nacistické diktatury a jejích obětí a dokumentaci historie věznice Bautzen I, doporučily výbory nadace k realizaci v dubnu 1997. Památník Budyšín má komplexní a nelehký úkol zpracovat a zdokumentovat na jednom historickém místě historii dvou velmi odlišných věznic ve třech obdobích perzekuce: za nacionálněsocialistické diktatury, v období sovětské okupace a v době diktatury SED. V roce 2018 měl Památník Budyšín 8 zaměstnanců.

## Stálá expozice
- Kronika Budyšínské věznice (1904–2000) – Historie věznic Bautzen I (1904–1990) a Bautzen II (1906–1992) a Památníku Budyšín (1990–2000) je zdokumentována chronologicky. Důraz je kladen na chronologické zařazení základních etap vývoje obou věznic, ilustrované četnými fotografiemi. Kroniku je vhodné sledovat společně s úvodním filmem.[13]
- Bautzen I a Bautzen II v období nacionálního socialismu (1933–1945) – Stálá expozice Haft unterm Hakenkreuz (Vězení pod hákovým křížem) popisuje budyšínské věznice jako nedílnou součást nacionálněsocialistického teroristického aparátu. Na základě četných vězeňských osudů výstava ukazuje důvody, proč byli lidé zavíráni do věznic, a co se s nimi dělo. Ukázkové životopisy navíc popisují zakořenění nacistické ideologie v řadách vězeňského personálu a personální změny a návaznosti před rokem 1933 a po roce 1945.[14]
- Speciální tábor v Budyšíně (1945–1956) – Historie sovětského Speciálního tábora v Budyšíně je vyprávěna prostřednictvím vybraných životopisů, k nimž jsou přiřazeny originální předměty z doby věznění. Model tábora ilustruje tehdejší prostorové podmínky. Kromě toho je vystaveno několik málo dochovaných dobových fotografií a krátká filmová sekvence. Vedle výstavní místnosti je návštěvníkům představena rekonstrukce cely podle popisů bývalých vězňů, do které lze také vstoupit.[15]
- Věznice Stasi Bautzen II (1956–1989) – Výstava je rozdělena do osmi tematických sekcí, které dokumentují celou historii věznice Bautzen II jako speciálního vězeňského zařízení Státní bezpečnosti: od zatčení a uvěznění, přes každodenní život vězňů, personálu, odstínění věznice od veřejnosti až po propuštění politických vězňů v letech 1989/90. Kromě různých exponátů jsou zde k vidění zvukové a filmové dokumenty z předváděcích procesů i výpovědi očitých svědků věznění. Centrální výstavní místnost je vhodné navštívit společně s dalšími prostory v budově.[16]

## Bautzen Komitee e.V.
Podpůrčí spolek Bautzen Komitee e.V. (Budyšínský výbor) byl založen po zániku NDR bývalými vězni budyšínských věznic a jejich příbuznými. Jeho cílem je spolupracovat při zkoumání a vyrovnávání se se zločiny komunistické tyranie v budyšínských věznicích, aby bylo zachováno historické povědomí o utrpení mnoha nevinných obětí. Výbor například intenzivně pracoval na pátracích výkopech v hromadných hrobech za věznicí, které vyústily ve vybudování společného hrobu a pamětní kaple na tomto místě, kde je možné vhodným a důstojným způsobem uctít památku obětí. V roce 2012 byla v kapli na osmi velkých skleněných panelech umístěna jména více než 3000 vězňů, kteří zemřeli v důsledku věznění v letech 1945–1956. Také díky iniciativě a úsilí tohoto spolku rozhodl Saský zemský sněm v červnu 1993 o zřízení Památníku Budyšín. Spolek Bautzen Komitee e.V. není organizační jednotkou Památníku, ani Nadace saských památných míst pro připomínání obětí politické tyranie, nýbrž samostatnou právnickou osobou.

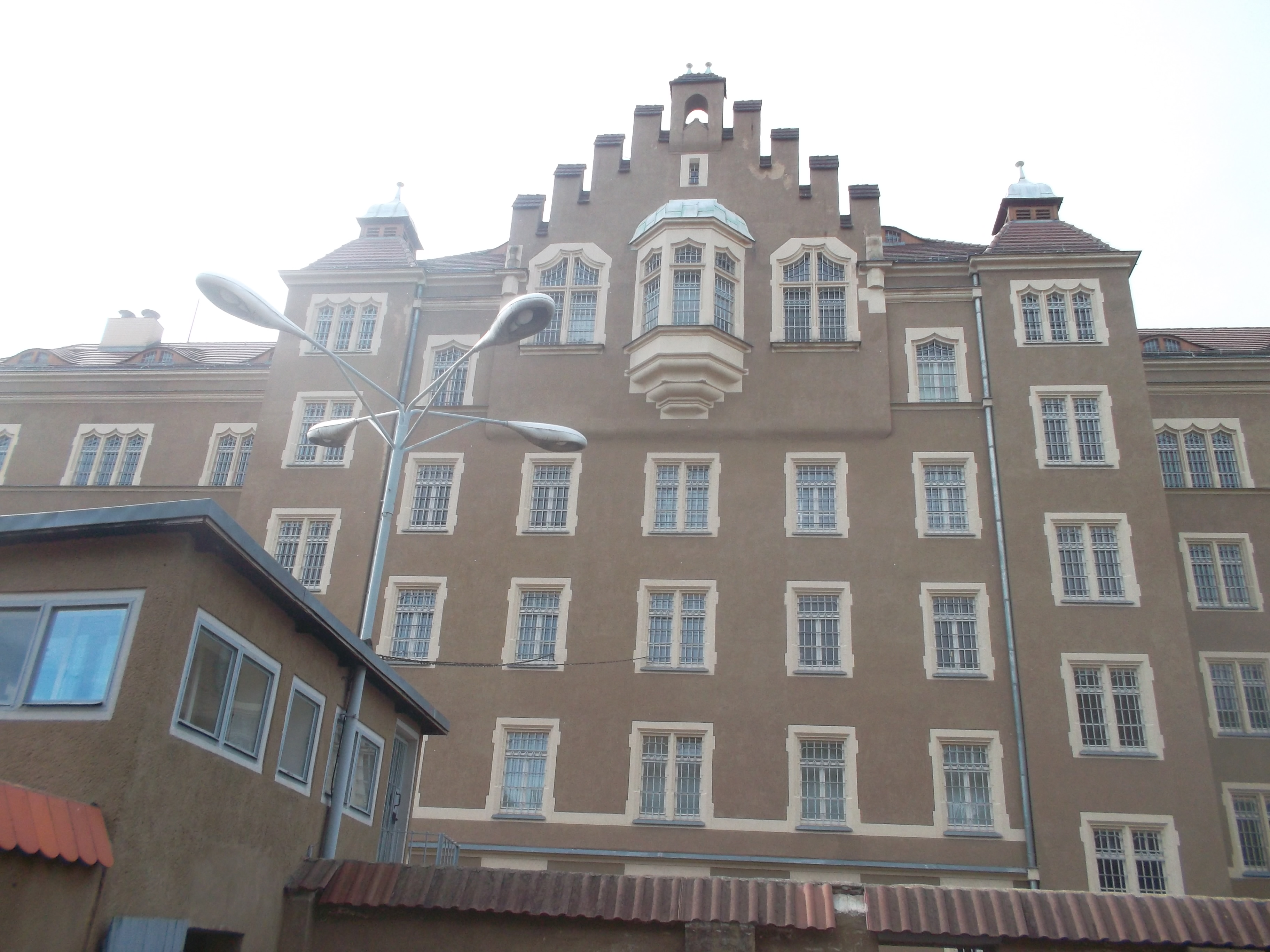
Pohled na Bautzen II, sídlo Památníku ve Weigangstraße 8a
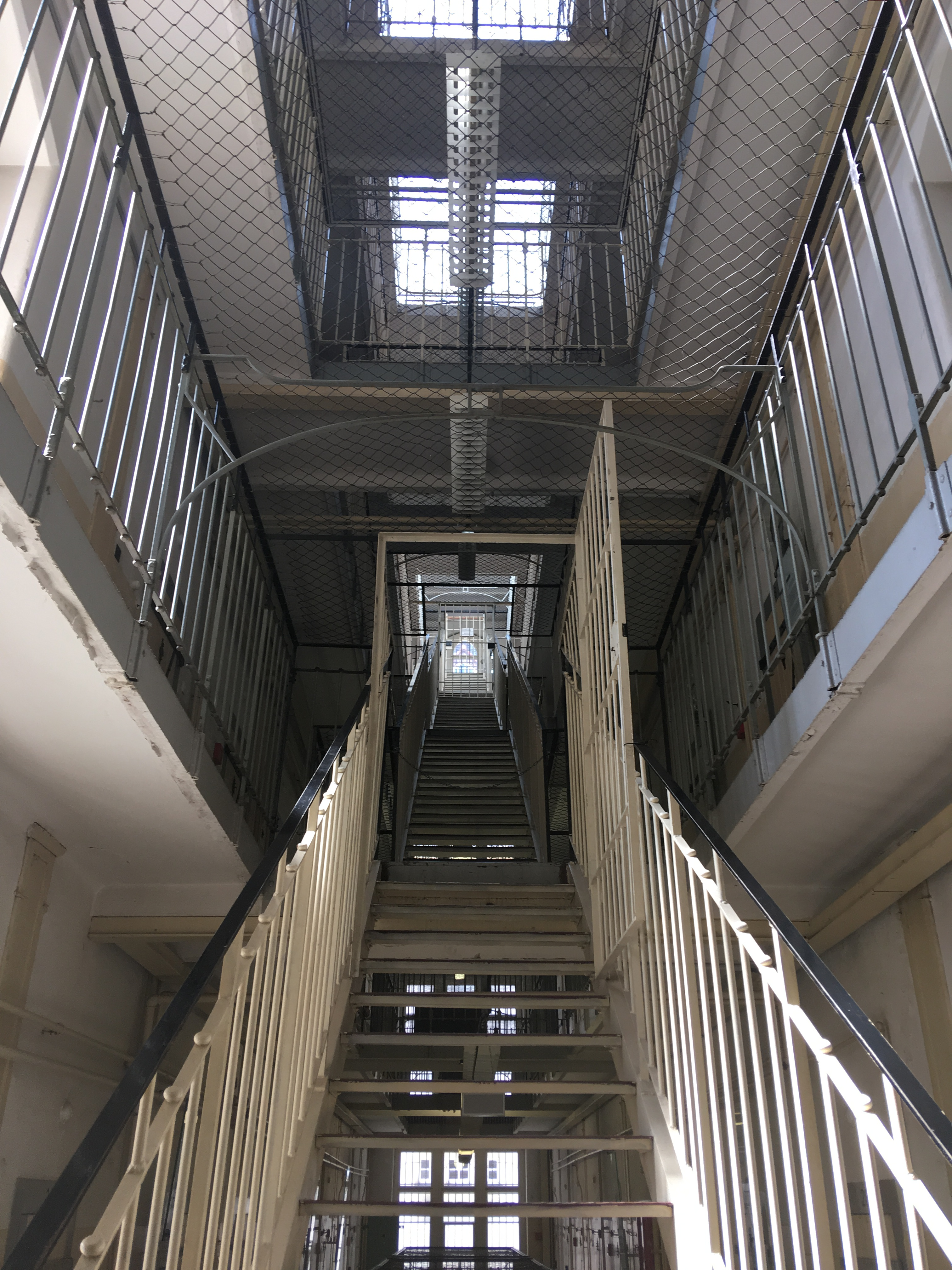
Interiér věznice, tzv. „žebřík do nebe“
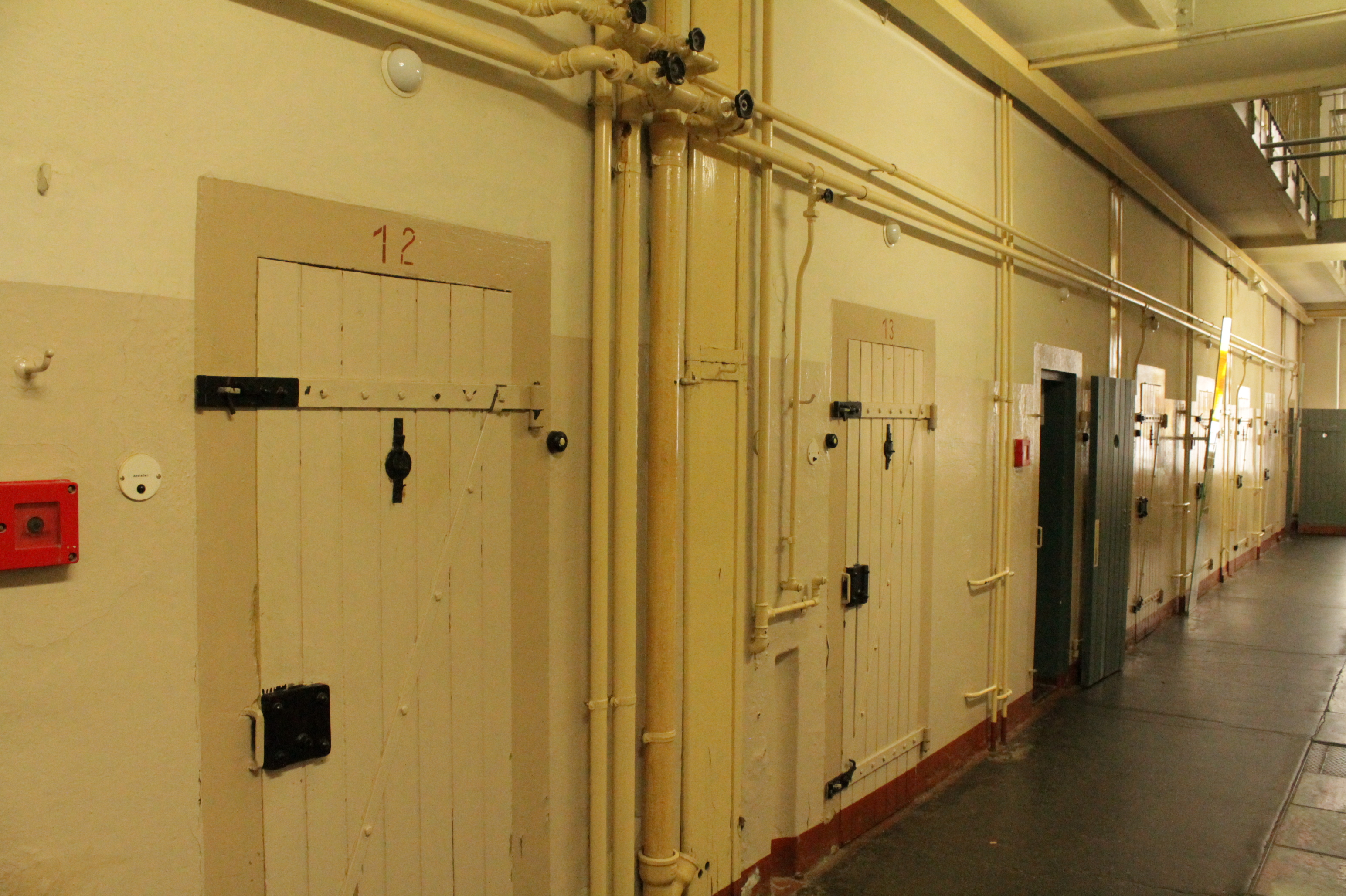
Cely ve věznici
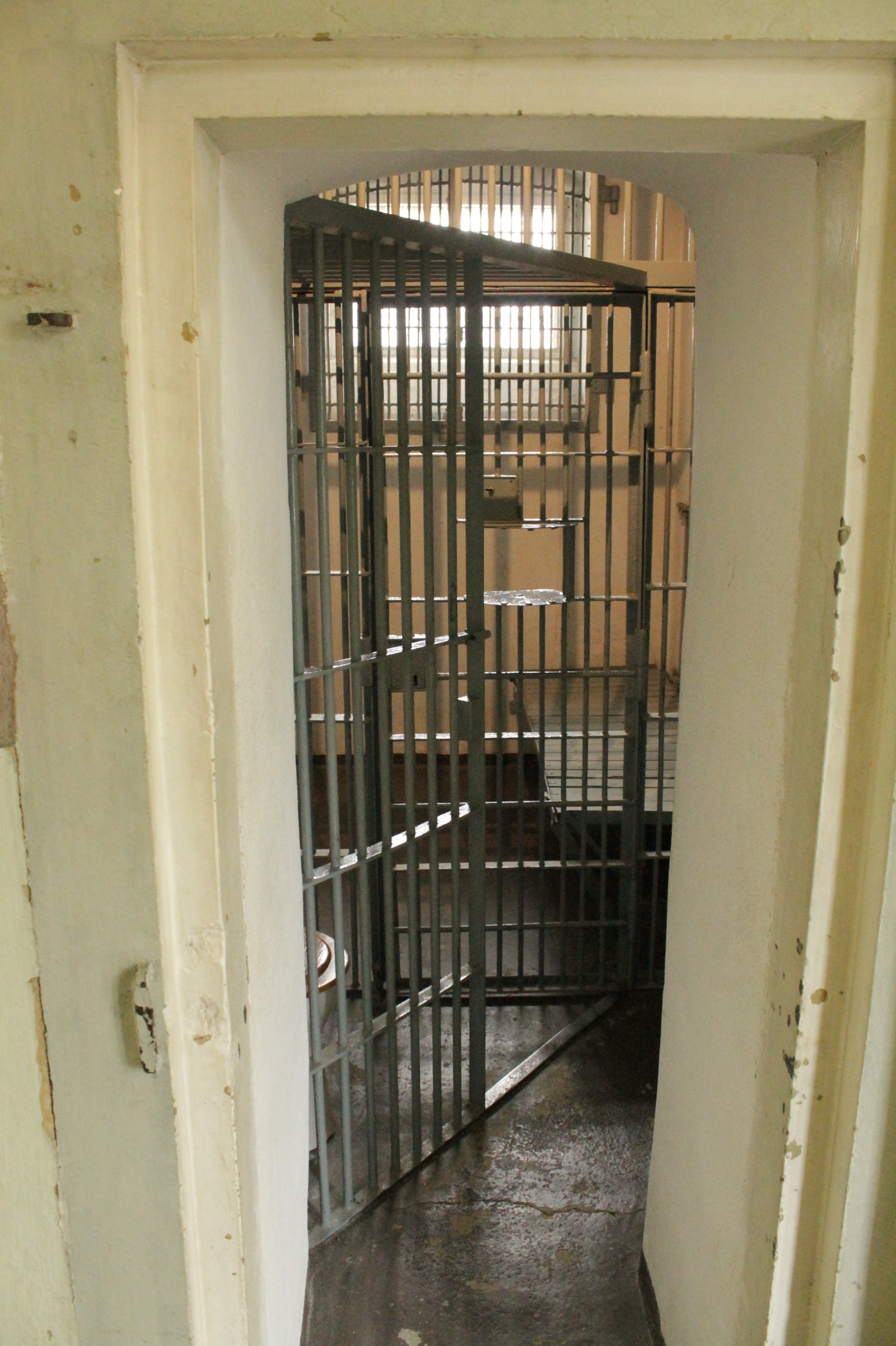
Pohled do jedné z cel
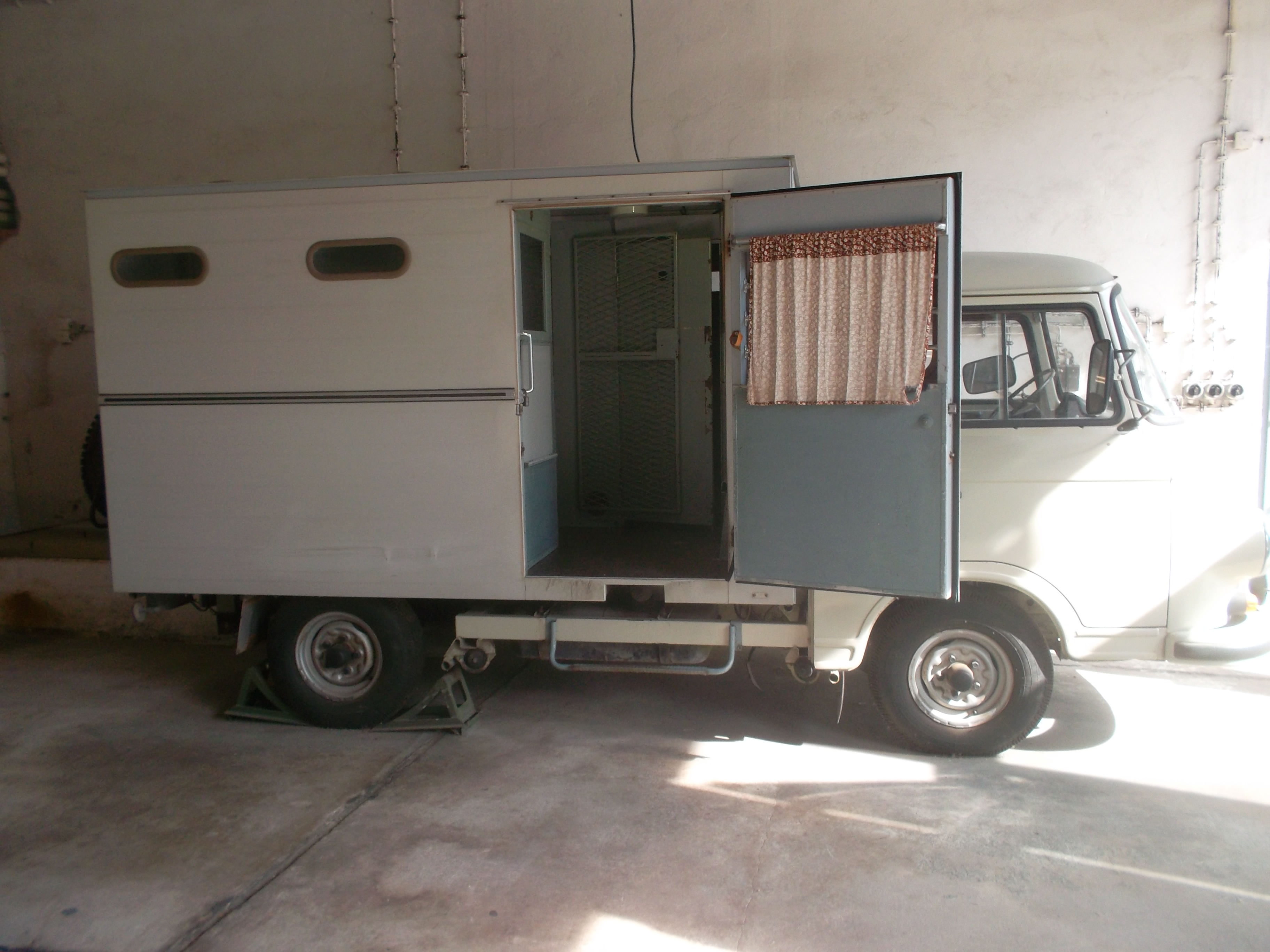
Transportér vězňů
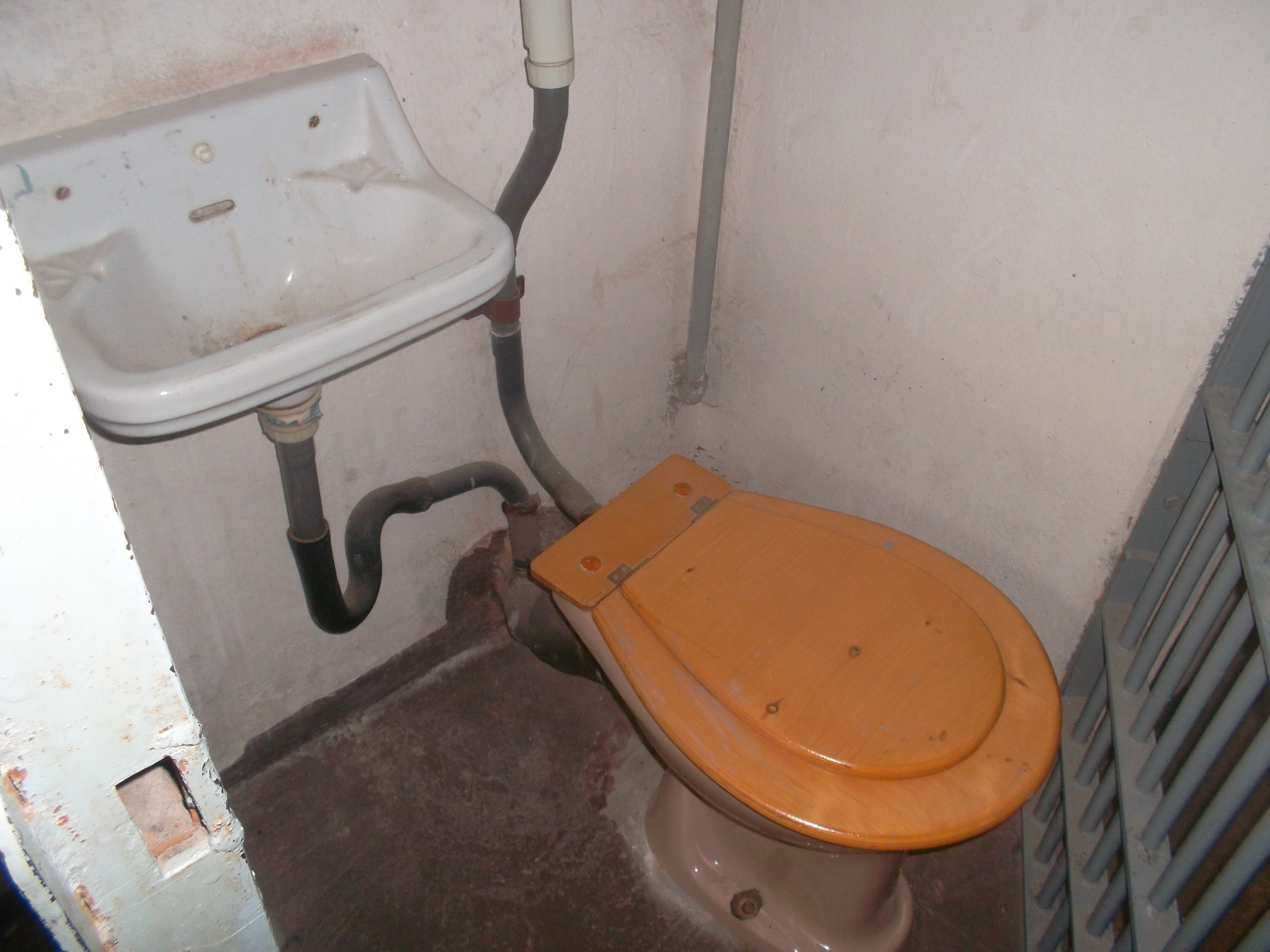
Pohled na toaletu oddělenou od cely mříží